# مساعد (المسيمير)

تعديل مصدري - تعديل

مساعد هي إحدى قرى عزلة المسيمير بمديرية المسيمير التابعة لمحافظة لحج، بلغ تعداد سكانها 125 نسمة حسب تعداد اليمن لعام 2004.